# Gietvloer
Onder gietvloeren vallen diverse soorten vloer die gegoten aangebracht worden. Ze kunnen zowel cementgebonden als calsiumsulfaat houdend (anhydriet) zijn. 

## Beschrijving
Gietvloeren zijn er in de vorm van afwerkvloeren van 2 tot ca 6 cm die op een dragende vloer wordt aangebracht door middel van het gieten van een stof die op de onderlaag uithardt. 
Gietvloeren kunnen zijn opgebouwd uit beton (zogenaamd 'gietbeton') maar ook uit kunststof, zoals polyurethaan (PU) of epoxy. Ook worden mengsels van cement en polyurethaan toegepast. Snel uithardende kunststof-gietvloeren zijn PMMA-vloeren (polymethylmethacrylaat).

## Eigenschappen en toepassingen
In de industriële sector gaat het vooral om de functionaliteit, terwijl in de particuliere sector meer belang gehwcht wordt aan de esthetische eigenschappen.
In de industrie worden epoxy-gietvloeren vooral toegepast vanwege de resistentie tegen allerlei zuren en in de voedingsmiddelenindustrie in verband met hygiëne.
De PU-gietvloer wordt voornamelijk toegepast in woonhuizen, kantoren en winkels. Een PU-gietvloer is elastisch, verend en in vele kleuren leverbaar. Het materiaal is minder sterk dan epoxy, waardoor het voor industrieel gebruik minder bruikbaar is.